# Запцень
Запцень (пол. Zapceń, нім. Söppen, before 1939: Sobczyn) — село в Польщі, у гміні Ліпниця Битівського повіту Поморського воєводства.
Населення — 245 осіб (2011).
У 1975-1998 роках село належало до Слупського воєводства.

## Демографія
Демографічна структура станом на 31 березня 2011 року:
|          | Загалом | Допрацездатний вік | Працездатний вік | Постпрацездатний вік |
| -------- | ------- | ------------------ | ---------------- | -------------------- |
| Чоловіки | 121     | 33                 | 80               | 8                    |
| Жінки    | 124     | 35                 | 73               | 16                   |
| Разом    | 245     | 68                 | 153              | 24                   |